# Alianza de los Corazones de Jesús y María

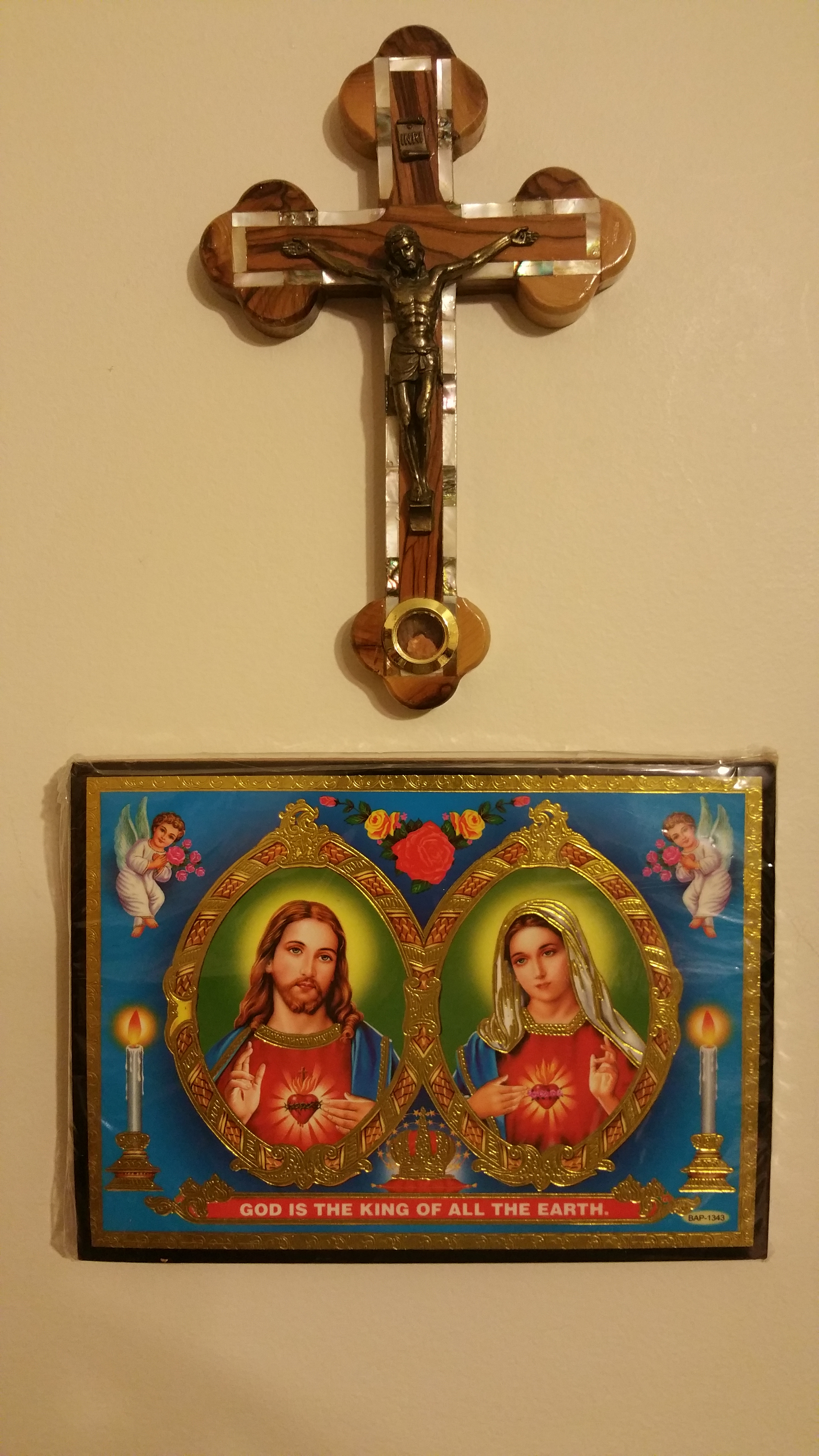
Una placa de la Alianza de los Corazones de Jesús y María bajo un crucifijo

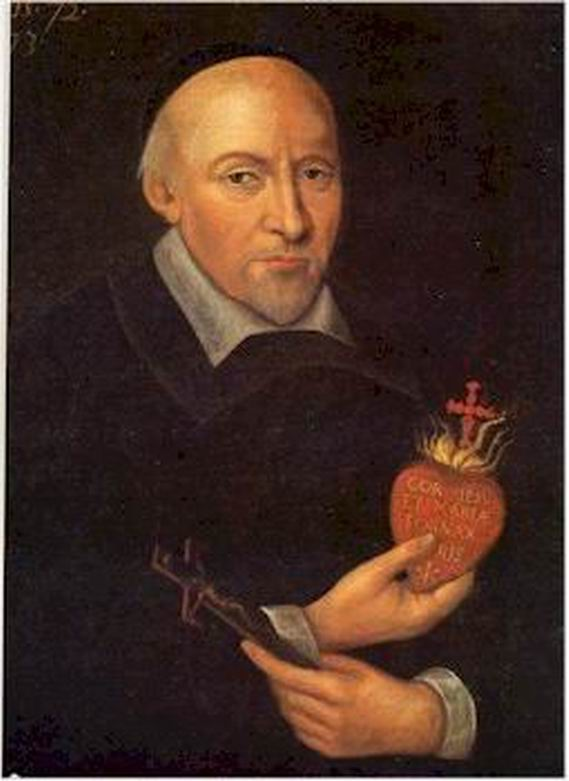
Jean Eudes (1601-1680) fue llamado el "padre, maestro y primer apóstol" de las devociones a los Corazones de Jesús y María por dos papas.

La Alianza de los Corazones de Jesús y María se refiere a los vínculos históricos, teológicos y espirituales en las devociones católicas al Sagrado Corazón de Jesús y al Corazón Inmaculado de María.
La devoción conjunta a los corazones fue formalizada por primera vez en el siglo XVII por Juan Eudes, quien organizó las fuentes escriturales, teológicas y litúrgicas relativas a las devociones y obtuvo la aprobación de la Iglesia católica, poco antes de las supuestas visiones de Margarita María de Alacoque. Escribió la misa y el oficio propios de las fiestas, compuso varias oraciones y rosarios y escribió el primer libro sobre el tema. En los siglos XVIII y XIX, el norte y el centro de Francia se convirtieron en terreno fértil para el crecimiento de las devociones a los corazones de Jesús y María, tanto en conjunto como individualmente. La Medalla Milagrosa de Catalina Labouré representa el Corazón de Jesús coronado de espinas y el Corazón de María atravesado por una espada.
Las devociones, y las oraciones asociadas, continuaron en el siglo XX, por ejemplo, en las oraciones de Maximiliano Kolbe que se basaban en el tema de  Luis de Montfort de a Jesús a través de María y los mensajes reportados de Nuestra Señora de Fátima que afirmaban que el Corazón de Jesús desea ser honrado junto con el Corazón de María.
Varios papas han apoyado las devociones individuales y conjuntas a los corazones a lo largo de los siglos. En la encíclica de 1956 Haurietis Aquas, el Papa Pío XII alentó la devoción conjunta a los corazones. En la encíclica de 1979 Redemptor hominis el Papa Juan Pablo II explicó el tema de la unidad del Corazón Inmaculado de María con el Sagrado Corazón. En su discurso del Ángelus del 15 de septiembre de 1985 el Papa Juan Pablo II acuñó el término La Alianza de los Corazones de Jesús y María, y en 1986 se dirigió a la conferencia internacional sobre ese tema celebrada en  Fátima.

## Historia
Los corazones de Jesús y María se mencionan explícitamente sólo de forma breve en el Nuevo Testamento. Lucas 2:19 afirma: "María guardaba todas estas cosas meditándolas en su corazón", y Lucas 2:51: "Su madre guardaba cuidadosamente todas estas cosas en su corazón". Mateo 11:25 se refiere al corazón de Jesús: "Aprended de mí que soy manso y humilde de corazón". 
La devoción al Sagrado Corazón de Jesús por sí misma se remonta al siglo XI y fue abordada por san Bernardo de Claraval y Gertrudis la Grande en los siglos XII y XIII.  Buenaventura se refirió al Corazón de Jesús y al Corazón de María a lo largo de sus escritos durante el siglo XIII, pero el pasaje más conmovedor se encuentra en la obra devocional La vid mística, una descripción de la Pasión de Cristo.
La devoción conjunta a los Corazones de Jesús y María comenzó formalmente en el siglo XVII. Juan Eudes (1601-1680) fundó el Sociedad del Corazón de la Madre Más Admirable, que se asemejaba a la Tercera Orden de San Francisco y dedicó las capillas del seminario de Caen y Coutances a los Sagrados Corazones. Aunque Eudes siempre asoció los dos Sagrados Corazones, comenzó sus enseñanzas devocionales con el Corazón de María, y luego lo extendió al Sagrado Corazón de Jesús. Eudes fue influenciado en parte por los escritos de Francisco de Sales sobre las perfecciones del Corazón de María como modelo de amor a Dios.

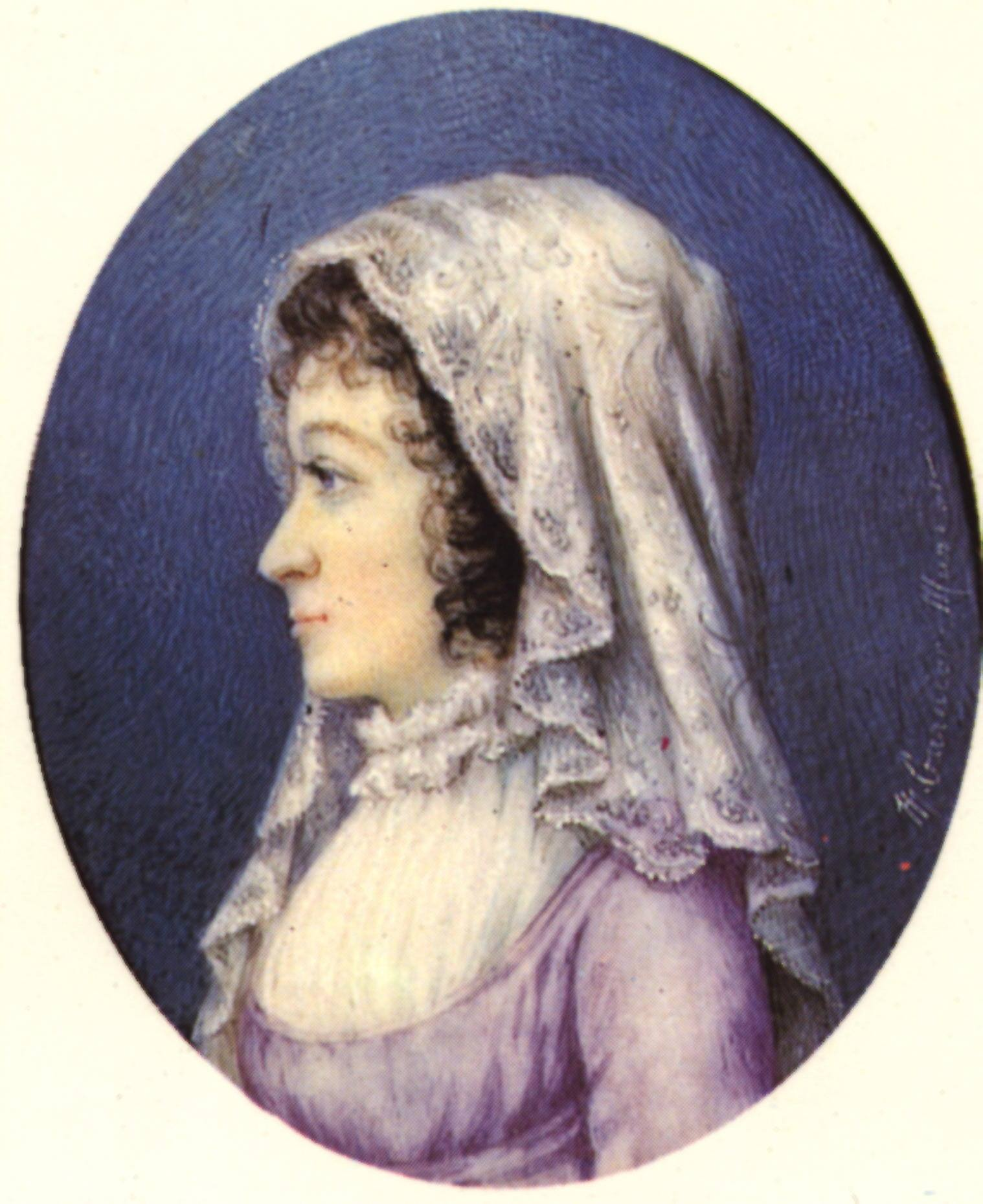
Henriette Aymer de Chevalerie co-fundadora de Congregación de los Sagrados Corazones con Pedro Coudrin in 1800.

Eudes organizó las fuentes bíblicas, teológicas y litúrgicas relativas a los Sagrados Corazones de Jesús y María y las promovió con la aprobación de la Iglesia católica.
La fiesta del Santo Corazón de María se celebró por primera vez en 1648, y la del Sagrado Corazón de Jesús en 1670. La misa y el oficio propios de estas fiestas fueron compuestos por Eudes en 1668, precediendo brevemente a Margarita María Alacoque en el establecimiento de la devoción a los Sagrados Corazones. Compuso varias oraciones y rosarios a los Sagrados Corazones. Su libro "Le Cœur Admirable de la Très Sainte Mère de Dieu" ("El Corazón Admirable de la Santísima Madre de Dios") es el primer libro que se escribió sobre la devoción a los Sagrados Corazones.

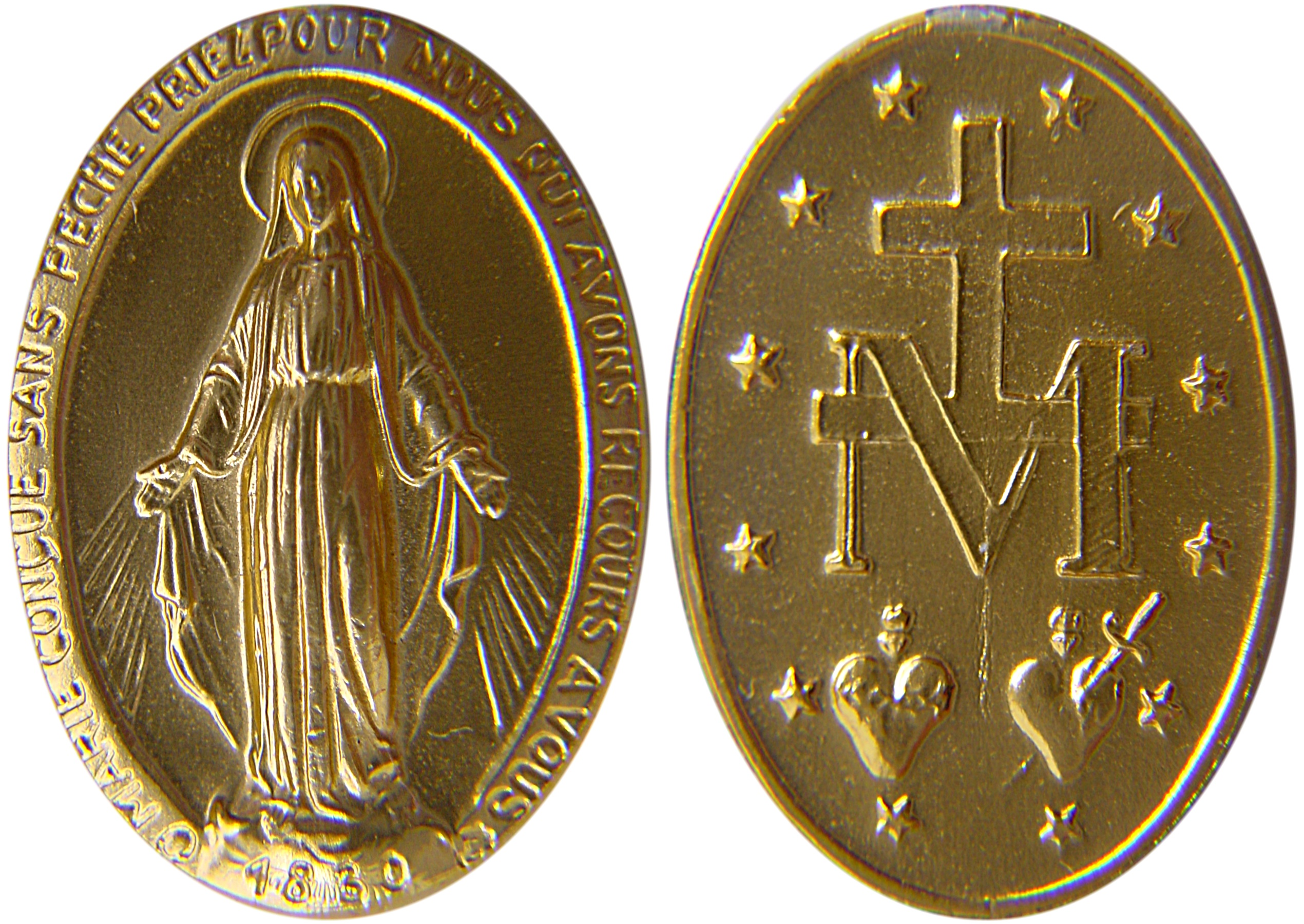
La Medalla Milagrosa (1830) representa los dos Corazones juntos debajo de una cruz.

En diciembre de 1673, Alacoque informó de una Visión de Cristo en la que Jesús le mostró el Sagrado Corazón. Tras su muerte en 1690, la devoción fue promovida por la Jesuitas. La devoción a los dos Corazones siguió extendiéndose en Francia. En la Nochebuena de 1800, en medio de la Revolución Francesa, sabiendo que podían enfrentarse a la guillotina por sus acciones, Pedro Coudrin y Henriette Aymer de Chevalerie fundaron la  Congregación de los Sagrados Corazones de Jesús y María con la misión de difundir el mensaje del amor de Dios manifestado a través de los Corazones de Jesús y María y mediante la adoración del Santísimo Sacramento. Entre los futuros miembros de la congregación se encontraba Damián de Veuster de Molokai. A principios del siglo XIX la devoción al Inmaculado Corazón estaba lo suficientemente extendida en Europa como para que el Papa Pío VII permitiera una fiesta en su honor en 1805.
Desde el siglo XIX se ha producido un aumento constante de la devoción católica al Corazón de María, y se han generalizado las imágenes devocionales de la Virgen María que señalan su corazón impecable. Muchas imágenes del Inmaculado Corazón de María siguen mostrándolo traspasado o herido y, en algunos casos, sangrando. Otras órdenes y devociones continuaron después; por ejemplo, la Orden de las Hermanas de los Sagrados Corazones de Jesús y María fue fundada en 1866 por Víctor Braun.
El Papa Pío XII consagró el 8 de diciembre de 1942 el género humano al Corazón Inmaculado. En 1944 extendió la fiesta a la Iglesia católica y fijó su fecha de celebración el 22 de agosto. Dado que el 22 de agosto es ahora la fiesta de la Realeza de María, la fiesta del Inmaculado Corazón se celebra al día siguiente de la del Sagrado Corazón.
En 1985, el Papa Juan Pablo II comentó "la admirable alianza de los Corazones de Jesús y María". Posteriormente se celebraron varios simposios sobre el concepto. "Algunos mariólogos vieron la alianza como una renovación de las antiguas formas de devoción al Sagrado Corazón y al Corazón Inmaculado... Sin embargo, otros mariólogos descartaron todo el concepto de los Dos Corazones como mero 'devocionalismo', sin valor real para la teología mariana científica debido a su asociación con la revelación privada. Esta última posición prevalece en el aparato de la teología académica, mientras que la primera sigue teniendo influencia fuera de ella".

## Devociones y oraciones conjuntas

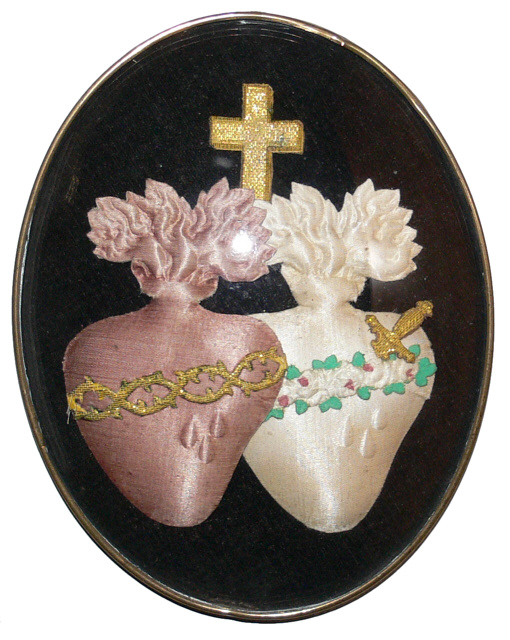
Una representación devota moderna de los dos corazones. La devoción católica ve el Corazón de Jesús como el amor y la caridad de Dios y el Corazón de María como la compasión.

Las devociones al Sagrado Corazón de Jesús y al Corazón Inmaculado de María están vinculadas de forma histórica, teológica y espiritual. Términos como Sagrado Corazón, Corazón Agonizante y Corazón Compasivo también se han utilizado en las devociones.
El objeto de la devoción al Corazón de María es su corazón físico que ardía tan intensamente de amor por Dios. Debido a la relación inherentemente estrecha de María y Jesús en las enseñanzas católicas sobre la salvación, el Corazón de María se asocia con el Corazón de Jesús. El Sagrado Corazón es visto como la fuente del amor y la caridad ilimitados de Dios, mientras que la devoción al Corazón Inmaculado subraya la naturaleza del amor y la preocupación de María por todos los que la invocan.
Los dos Corazones están unidos por devociones, oraciones y fiestas. La Fiesta del Corazón Inmaculado católica, que siempre se asigna a un sábado, se celebra al día siguiente de la Solemnidad del Sagrado Corazón que siempre cae en viernes, 19 días después de Pentecostés. Las guías devocionales católicas animan a los fieles a honrarlos juntos en celebración del generoso amor de Dios.
El vínculo y la relación entre los Corazones de Jesús y María también se manifiesta en varias oraciones católicas. La conclusión de la devoción privada, laLetanía del Sagrado Corazón de María es un ejemplo:

Oh Dios misericordiosísimo, que, para la salvación de los pecadores y el refugio de los miserables, quisiste que el Corazón Inmaculado de la Santísima Virgen María se asemejara en caridad y piedad al Divino Corazón de tu Hijo Jesucristo; haz que nosotros, que conmemoramos este dulcísimo y amoroso Corazón, por los méritos e intercesión de la misma Santísima Virgen merezcamos ser hallados según el Corazón de Jesús. Por el mismo Cristo nuestro Señor. Amén.

Las oraciones al Corazón agonizante de Jesús también lo relacionan con el Corazón de María:
- Corazón Agonizante de Jesús, Amado del Padre, Templo vivo del Espíritu Santo, delicia del Corazón Inmaculado de María - Te adoro y te amo, ten piedad de los moribundos.[23]

- María, concebida sin pecado, ruega por nosotros, que confiamos en Ti. ¡Alabado sea el Corazón Agonizante de Jesús! Alabado sea el Corazón Compasivo de María![24]

Un tercer elemento devocional que se asocia a menudo con los Corazones de Jesús y María es el Cuerpo y la Sangre de Cristo representados en la Eucaristía. La visión de los sacramentos como dones para la iglesia sitúa a los Corazones como el canal principal del amor ilimitado de Cristo y de la compasión infinita de María.
La Ofrenda de la mañana se refiere específicamente al Corazón Inmaculado de María al ofrecer reparación de los pecados al Sagrado Corazón de Jesús:
Oh Jesús por el Inmaculado Corazón de María,
Te ofrezco mis oraciones, trabajos, alegrías, sufrimientos de este día,
en unión con el Santo Sacrificio de la Misa en todo el mundo.
las ofrezco por todas las intenciones de Tu Sagrado Corazón:
la salvación de las almas, la reparación del pecado, la reunión de los cristianos;
y en particular por las intenciones del Santo Padre en este mes.
Amén.

## Santos y beatos
Desde el siglo XVII, la devoción a los Corazones de Jesús y María, individual y conjuntamente, ha sido promovida y alentada por varios santos y beatos. Aunque Juan Eudes fue la principal fuerza en la formalización y promoción de la devoción conjunta a los Corazones de Jesús y María, los esfuerzos de otros santos prepararon el ambiente en el que la devoción pudo florecer. El Papa León XIII dio a Eudes el título de "Autor del culto litúrgico al Sagrado Corazón de Jesús y al Sagrado Corazón de María" y tanto el papa León XIII como el papa Pío X lo llamaron "padre, maestro y primer apóstol" de las devociones a los Corazones de Jesús y María.
En los siglos XVIII y XIX, el norte y el centro de Francia se convirtieron en terreno fértil para el crecimiento de las devociones a los Corazones de Jesús y María. Louis Grignion de Montfort fue un ferviente predicador. En 1830 en París, Catherine Labouré informó de una visión en la que vio el Sagrado Corazón de Jesús y el Inmaculado Corazón de María, el Corazón de Jesús coronado de espinas y el Corazón de María atravesado por una espada.
Las devociones, y las oraciones asociadas, continuaron en el siglo XX. La oración de la Inmaculada de Maximiliano Kolbe se basa en el tema monfortiano de "Jesús por María". Termina de la siguiente manera: "Porque dondequiera que entres, obtienes la gracia de la conversión y del crecimiento en la santidad, ya que por tus manos nos llegan todas las gracias del Sacratísimo Corazón de Jesús. Permíteme alabarte, oh Virgen Sagrada, dame fuerza contra tus enemigos. Amén."
Los tres niños que informaron de los mensajes de Nuestra Señora de Fátima hicieron hincapié en los vínculos entre los dos Corazones y afirmaron que el Corazón de Jesús desea ser honrado junto con el Corazón de María. En 1920, poco antes de su muerte a la edad de 9 años, Jacinta Marto, una de los tres niños de las apariciones de Nuestra Señora de Fátima supuestamente habló de los Corazones de Jesús y María con su prima de 12 años Lúcia dos Santos, otra de los tres niños, y dijo:

Cuando vayas a decir esto, no te vayas a esconder. Díganle a todo el mundo que Dios nos concede las gracias a través del Corazón Inmaculado de María; que la gente debe pedírselas a Ella; y que el Corazón de Jesús quiere que el Corazón Inmaculado de María sea venerado a su lado. Diles también que recen al Inmaculado Corazón de María por la paz, ya que Dios se la confió a Ella.

## Papas

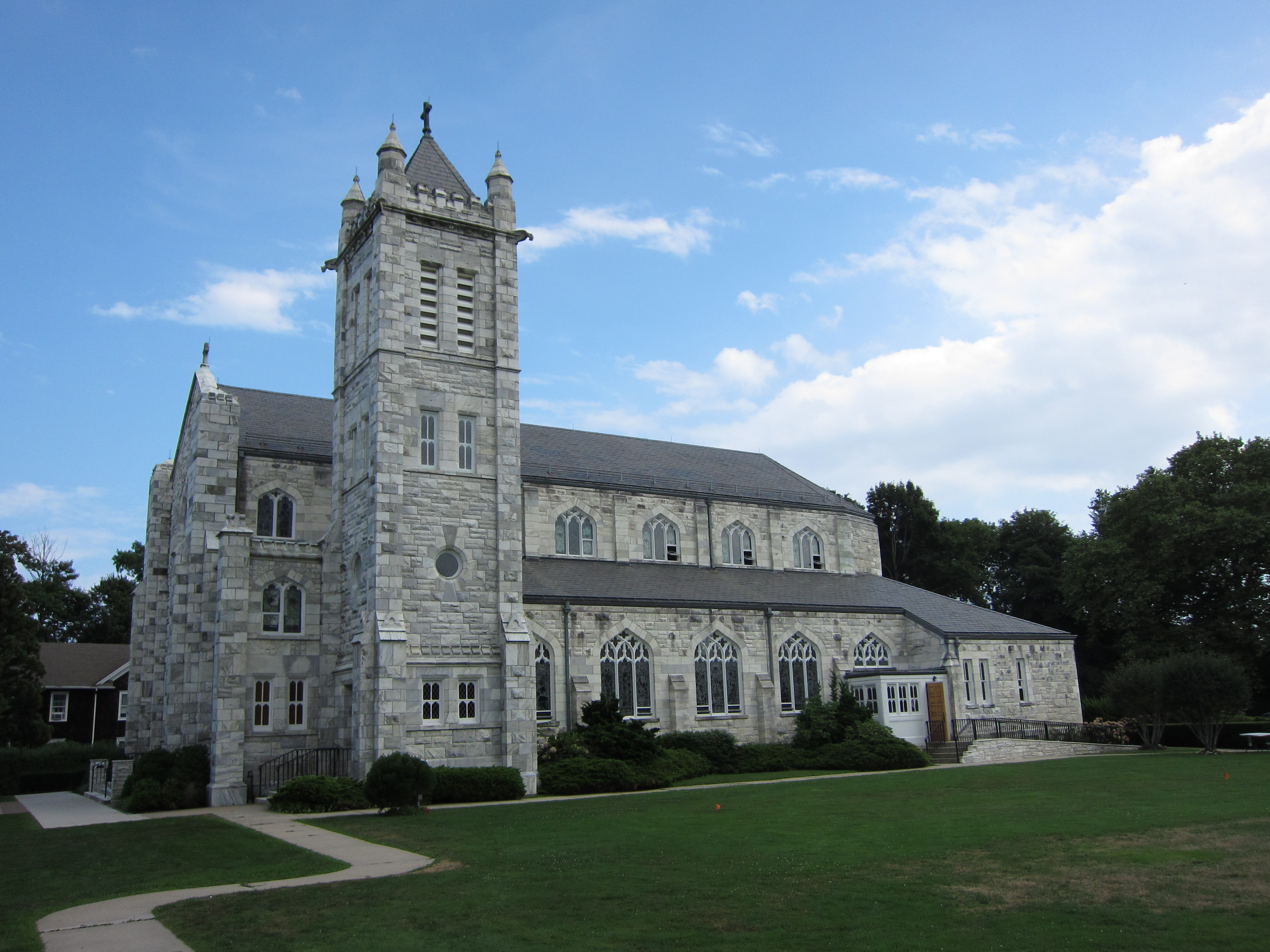
Church of the Sacred Hearts of Jesus and Mary, Southampton, NY

A lo largo de los siglos, la Iglesia católica y varios papas han apoyado las devociones individuales a los Corazones de Jesús y María, así como la devoción conjunta. Incluso antes del comienzo de las revelaciones privadas de los Sagrados Corazones de Jesús y María, Juan Eudes había obtenido de las autoridades eclesiásticas el permiso para celebrar la Fiesta del Corazón de María en 1648.
En 1765 se aprobó formalmente la devoción al Sagrado Corazón de Jesús. En 1799 el Papa Pío VI permitió una Fiesta del Corazón de María en Palermo, Sicilia, y en 1805 el Papa Pío VII la extendió a todo el mundo. En 1855, se permitió un Oficio y una Misa en honor del Purísimo Corazón de María para la Iglesia Católica. El Papa Pío IX extendió la Fiesta del Sagrado Corazón de Jesús a toda la Iglesia Católica en 1858.
El Papa Pío XII instituyó la Fiesta del Inmaculado Corazón de María para la Iglesia Católica en 1945. En la encíclica de 1956 Haurietis aquas, afirmó: "Para que de la devoción al Sacratísimo Corazón de Jesús fluyan favores en gran abundancia sobre todos los cristianos, más aún, sobre todo el género humano, procuren los fieles que a esta devoción se una estrechamente el Corazón Inmaculado de la Madre de Dios" 
En la encíclica de 1979 Redemptor hominis (punto 22), el Papa Juan Pablo II explicó el tema de la unidad del Corazón Inmaculado de María con el Sagrado Corazón: "Podemos decir que el misterio de la Redención tomó forma bajo el corazón de la Virgen de Nazaret cuando pronunció su "fiat". Desde entonces, bajo el influjo especial del Espíritu Santo, este corazón, corazón de virgen y de madre, ha seguido siempre la obra de su Hijo y ha salido al encuentro de todos aquellos a los que Cristo ha abrazado y sigue abrazando con un amor inagotable".
El Papa Juan Pablo II afirmó que: "la devoción al Sagrado Corazón de Jesús y al Corazón Inmaculado de María ha sido una parte importante del sensus fidei del Pueblo de Dios". En su discurso del Ángelus del 15 de septiembre de 1985, el Papa Juan Pablo II acuñó el término La Alianza de los Corazones de Jesús y María, y en 1986 se dirigió a la conferencia internacional sobre ese tema celebrada en Fátima (Portugal). A menudo invocó conjuntamente los Sagrados e Inmaculados Corazones y a principios del siglo XXI animó a todas las naciones a "consagrarse al Sagrado Corazón de Jesús y al Inmaculado Corazón de María".